# 本傑里爾
32°14′34.82″N 7°57′34.54″W / 32.2430056°N 7.9595944°W
本傑里爾（阿拉伯语：‎）是摩洛哥的城鎮，位於該國西北部，由馬拉喀什-薩菲大區負責管轄，是賴哈姆納省的首府，面積18平方公里，海拔高度449米，2014年人口88,626，人口密度每平方公里5人。